# Dagestański Państwowy Uniwersytet Techniczny
Dagestański Państwowy Uniwersytet Techniczny (ros. Дагестанский государственный технический университет, ФГБОУ ВО "ДГТУ") – rosyjski państwowy uniwersytet założony w 1972 w Machaczkale.

## Historia
Uniwersytet został utworzony w 1972 na bazie filii Leningradzkiego Instytutu Budowy Okrętów.

## Fakultety
- komputeryzacji;
- architektury i budownictwa;
- inżynierii i ekonomii;
- transportu;

i inne.

## Kampusy i budynki uczelniane
Pomieszczenia i ich wyposażenie, udostępniane studentom, są oceniane w konkursach międzyuczelnianych jako jedne z najlepszych w Rosji.

## Władze

### Prezydent
Tagir Ismaiłow

### Rektorzy
- rektor Nurmahomet Surakatow[1]

## Znani absolwenci i studenci
- Siergiej Reszulski, deputowany do Dumy[1].